# El fill pròdig (Star Trek: Voyager)
"El fill pròdig" (títol original en anglès "Favorite Son") és el vintè episodi de la tercera temporada i el 62è del total de la sèrie de televisió de ciència-ficció estatunidenca Star Trek: Voyager. Va ser dirigit per Marvin V. Rush amb un guió de Lisa Klink. Fou emès a la televisió el 19 de març de 1997 a la cadena UPN.
Ambientada al segle XXIV, la sèrie segueix les aventures de la tripulació de la Flota Estel·lar i els Maquis de la nau estel·lar USS Voyager després de quedar encallats al Quadrant Delta a desenes de milers d’anys llum de distància de la resta de la Federació. A l'episodi, l'alferes Harry Kim (Garrett Wang) experimenta un déjà vu i desenvolupa una erupció cutània quan la «Voyager» entra en un nou sector del Quadrant Delta. Principalment, extraterrestres femenines conegudes com a taresianes li diuen que no és humà, sinó que és membre de la seva espècie. En descobrir que això és una estratagema de les extraterrestres femenines per atraure i matar els seus homes durant la reproducció, la tripulació rescata Kim i el restaura al seu estat original. Deborah May i Kristanna Loken interpreten dues de les taresianes, Patrick Fabian interpreta un home enganyat per elles i Irene Tsu apareix com la mare de Kim.
Klink va desenvolupar originalment el guió per revelar que Kim és un extraterrestre, però aquest concepte es va abandonar després de múltiples reescriptures. Wang preferia la idea original, creient que donava al seu personatge més profunditat i més oportunitats argumentals. Tanmateix, els guionistes de la sèrie van pensar que seria massa increïble. Durant el rodatge, el repartiment i l'equip van adaptar la trama com una versió d'una fantasia masculina, i Rush va modelar les taresianes a partir de les geishes. Els estudiosos han parlat de "El fill pròdig" com una referència a la trobada d'Odisseu amb les sirenes i han analitzat el mètode de reproducció sexual dels taresians. Segons Nielsen, l'episodi va ser vist per 6,17 milions d'espectadors, una disminució respecte a la setmana anterior. El repartiment i l'equip de la sèrie van tenir una resposta mixta a "El fill pròdig", mentre que l'episodi va rebre ressenyes majoritàriament negatives dels crítics que consideraven les taresianes com a estereotips sexistes.

## Argument
En entrar en un nou sector del Quadrant Delta, l'USS Voyager es troba amb els Nasari per primera vegada. Tot i que els extraterrestres no mostren hostilitat, l'alferes Harry Kim dispara contra la seva nau estel·lar i afirma que sabia clarividentment que estaven preparant un atac. Malgrat patir greus danys, la Voyager escapa, i la capitana Kathryn Janeway suspèn Kim del servei. Kim nota una erupció a la cara després de tenir somnis estranys, i el Doctor no pot identificar-ne la causa. Després que Janeway confirmi que Kim tenia raó sobre els Nasari, relata altres moments de déjà vu. Els Nasari tornen, i Kim instintivament aconsella a la tripulació que fugin al planeta proper, Tarèsia. Allà, són defensats pels taresians, i la seva líder Lyris saluda Kim com a membre de la seva espècie. Ella diu que Kim va ser enviat a la Terra com un embrió i implantat en una dona humana. Després va assumir trets genètics dels seus pares humans, però el seu ADN va mantenir certes característiques, incloent-hi un impuls per l'exploració espacial. Lyris atribueix les accions recents de Kim a la reactivació dels seus gens taresians latents.
Després de fer-se amic d'un taresià masculí, Taymon, Kim s'assabenta que, com que els taresians són predominantment dones, els homes són tractats com a valuosos. Participa en la cerimònia de matrimoni de Taymon amb tres dones. Mentrestant, la "Voyager" intenta negociar amb el capità nasari Alben per aconseguir un passatge segur. El Doctor descobreix que Kim és humà i que un retrovirus li va implantar els gens taresians. Els taresians activen una xarxa polaró que bloqueja la comunicació o transport amb el planeta. Kim dubta cada cop més de la seva situació, resistint-se als avenços sexuals de dues dones, i troba les restes dessecats de Taymon. Els taresians li informen que el seu mètode de reproducció consisteix a drenar l'ADN del mascle i recol·lecten homes d'espècies alienígenes per compensar la seva població exclusivament femenina. Després de penetrar la xarxa, Voyager rescata Kim i escapa enmig de la batalla dels Nasari amb els taresians. Després que l'ADN estrany s'extregui del seu sistema, Kim parla amb Neelix sobre la trobada d'Odisseu amb les sirenes.

## Actors convidats
- Christopher Carroll - Alben
- Cari Shayne - Eliann
- Deborah May - Lyris
- Patrick Fabian - Taymon
- Kelli Kirkland - Rinna
- Kristanna Loken - Malia
- Irene Tsu - Mary Kim
- Kenny Yee - Jove Harry Kim

## Producció

### Concepte i desenvolupament

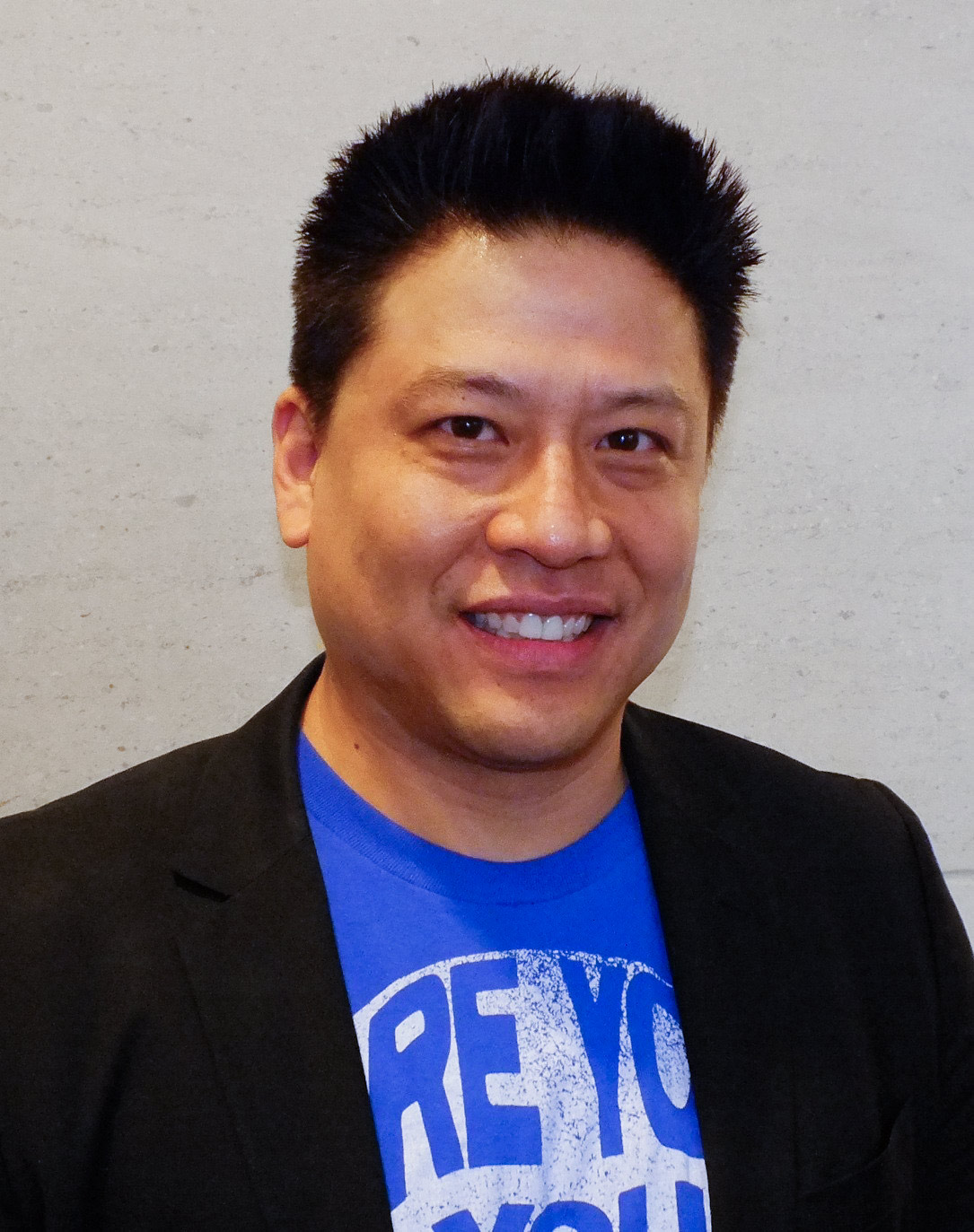
"El fill pròdig" és centrat en Harry Kim, un personatge interpretat per Garrett Wang (a la foto del 2013).

En el seu guió original, Lisa Klink pretenia que "El fill pròdig" revelés que Harry Kim era realment un extraterrestre, una història que hauria continuat al llarg de la sèrie. El personatge hauria continuat formant part de la tripulació de "Voyager" després de lluitar amb les notícies. L'actor de Kim, Garrett Wang, va explicar en una entrevista de 1998 a "The Official Star Trek: Voyager Magazine" que això hauria inclòs que mantingués les pròtesis alienígenes en episodis futurs. L'equip de guionistes de la sèrie va pensar que seria irònic que Kim fos un extraterrestre, ja que era el membre de la tripulació més ansiós per tornar al Quadrant Alfa.
Segons el director, Marvin V. Rush, "El fill pròdig" va patir més reescriptures que un episodi mitjà. Els guionistes van trobar que la identitat alienígena de Kim era "un gir massa esbojarrat", i van revisar el guió perquè continués sent humà. Com a resultat, "El fill pròdig" va ser un dels diversos episodis de Star Trek: Voyager que es van centrar en la possessió alienígena i la manipulació dels records d'un membre de la tripulació de la seva llar. Quan va parlar d'aquests canvis, Klink va dir que el focus es va mantenir en la crisi d'identitat de Kim, explicant: "Pot fer una passejada pel costat salvatge, i després, per descomptat, descobreix que és qui ell es pensava que era des del principi."
Wang preferia el concepte inicial, dient que proporcionava a Kim més profunditat i oportunitats narratives; va explicar: "Sempre havia dit que era més fàcil escriure per als personatges no humans de Voyager que per als personatges humans." Rush i Wang creien que els canvis del guió havien enterbolit la història innecessàriament. Segons Wang, l'episodi es va desenvolupar i revisar mitjançant un enfocament col·laboratiu; va explicar: "Tens tres o quatre opinions diferents sobre com s'hauria d'escriure aquest episodi i, de sobte, no tens una delimitació clara de cap a on hauria d'anar aquest episodi." Wang pensava que aquest mètode debilitava la història i considerava "El fill pròdig" decebedor en comparació amb "El conducte", un episodi anterior de la tercera temporada. Amb l'addició dels taresians, va dir que "tot es va capgirar" respecte al guió original. Va atribuir la inclusió d'aquestes "dones vampireses i xucladores de sang" a la insistència dels executius de l'estudi que l'episodi tingués més acció i atractiu sexual.

### Càsting i rodatge
Segons Rush, el repartiment i l'equip van desenvolupar encara més la història per ser "una peça de fantasia masculina amb un gir fosc" durant el rodatge. Rush volia retratar els taresians amb un "sentit del bon gust", però va dir que tenia dificultats per fer-ho; Va explicar: «Aquests actors convidats havien de venir i interpretar dones molt poc dels anys 90. Vaig haver de fer una mica de convicció, però ho vam aconseguir». Mentre descrivia els personatges, els va comparar amb les geishes i va explicar que el propòsit de tots dos era "captivar completament els homes" amb la seva bellesa i intel·ligència. Els vestits de les taresianes van decebre Wang, que va dir que eren "aquestes dones matronals sense atractiu sexual en lloc de noies vestides com I Dream of Jeannie".
Cari Shayne, Kelli Kirkland, i l’especialista de Star Trek: Voyager Patricia Tallman van interpretar tres de les taresianes. Dues de les estrelles convidades de l'episodi, Deborah May i Christopher Carroll, havien aparegut anteriorment als episodis de Star Trek: Deep Space Nine "Sanctuary" i "Second Skin", respectivament. Irene Tsu, que va aparèixer com la mare de Kim, repetiria el seu paper a l'episodi de la setena temporada "Author, Author".
"El fill pròdig" es va filmar abans i després de les vacances de Nadal de la sèrie, una decisió de programació que, segons Rush, va dificultar mantenir la concentració al plató. Per a l'escena en què els taresians s'enfronten a Kim, Rush va fer treure el sostre del plató per deixar espai per a una càmera muntada en un aparell. Va triar una presa cenital per representar millor la tensió que experimenta Kim mentre està envoltat de les dones i amb prou feines s'escapa d'elles. "El fill pròdig" tenia re-rodatges, com ara eliminar els petons de l'escena del matrimoni i atenuar la il·luminació per evocar un "casament cerimonial i ritual".
L'episodi va reutilitzar accessoris de Star Trek: La nova generació i Star Trek: Deep Space Nine. La Nau Nasari era una nau d'exploració romulana de "El desertor", i la nau estel·lar taresiana era un model utilitzat a "Estratagema" i "Vortex". Durant el rodatge, el departament d'atrezzo es va oblidar d'inscriure símbols taresians a les seves armes. El supervisor artístic Michael Okuda i la productora Merri Howard van anar al plató i van utilitzar retoladors negres per corregir-ho.

## Anàlisi

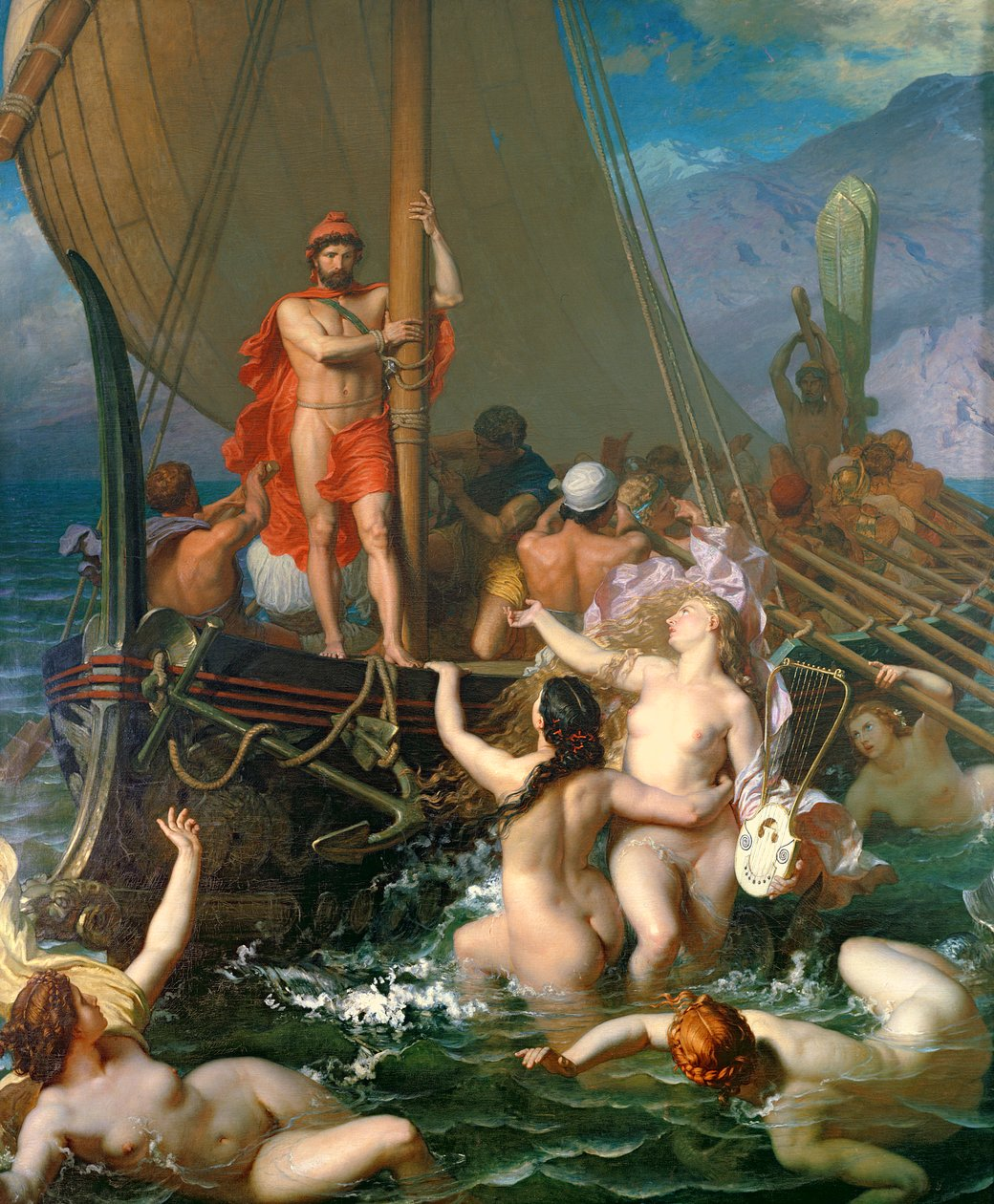
Els crítics van comparar els taresians amb la trobada d'Odisseu amb les sirenes a lOdissea d'Homer.

Els estudiosos cinematogràfics Djoymi Baker va descriure "El fill pròdig" com una reinterpretació de les sirenes del poema èpic d'Homer Odissea, amb Harry Kim fent un paper similar al d'Odisseu. Tot i emfatitzar que Kim té un rang militar inferior al d'Odisseu, Baker va atribuir la seva debilitat a la temptació de la seva personalitat més ingènua i al seu desig de ser vist com a important. Va escriure que, a diferència de la representació de les sirenes com a "possibles de grans coneixements", les taresianes utilitzaven la "naturalesa perillosa del poder productiu femení" per atraure les seves víctimes. A causa de l'enfocament de l'episodi en la procreació, Baker va dir que les taresianes compartien similituds amb les dones lemnianes a Argonàutiques d'Apol·loni de Rodes. 
Baker va argumentar que "El fill pròdig" va regressar a un "tipus de tipificació de gènere sovint present a la sèrie original" adaptant Odisseu com un alferes masculí (Kim) en lloc de la capitana femenina (Janeway). En desacord amb aquesta avaluació, el crític literari Kwasu David Tembo va dir que tots els personatges de la sèrie sovint mostren "característiques odissees independentment de l'espècie, l'edat o el gènere". Tembo va interpretar la relació de Janeway amb Set de Nou com un exemple d'un cant de sirena que la distreu de tornar a casa.
El mètode de reproducció dels taresians també va ser objecte d'anàlisi acadèmica. El pediatre Victor Grech, en un article sobre la infertilitat a Star Trek, va escriure que "El fill pròdig" i l'episodi de Star Trek: La sèrie animada "The Lorelei Signal" impliquen dones que utilitzen homes per "conservar la seva pròpia immortalitat a costa de la infertilitat" i transmeten moments en què "els homes són realment necessaris, encara que breument" per a la fertilitat. El genetista Mohamed Noor va utilitzar "El fill pròdig" per parlar de la transmissió de l'ADN i de com els trets dominants i recessius es manifesten en la descendència. Noor va escriure que l'episodi tracta d'un retrovirus que insereix ADN al genoma, i va assenyalar que es va utilitzar una idea similar a "Prophecy". Comparant els extraterrestres de Star Trek amb animals reals, va dir que els taresians utilitzaven un mimetisme agressiu similar a la capacitat de les cuques de llum Photuris d'imitar altres cuques de llum per atraure preses.

## Historial d'emissió i llançament
"El fill pròdig" es va emetre per primera vegada el 19 de març de 1997 a UPN a les 21:00 Hora estàndard de l'est als Estats Units. Segons Nielsen, l'episodi va ser vist per 6,17 milions d'espectadors, cosa que el va situar en el lloc 88 de la classificació general. setmana. Això va marcar una disminució de l'audiència en comparació amb l'episodi anterior "Ascens", que va ser vist per 6,76 milions d'espectadors. L'episodi següent "Abans i després" va tenir 6,46 milions d'espectadors.
L'episodi es va publicar per primera vegada en VHS el 1996 com a part d'una col·lecció de dos episodis amb "Ascens". L'embalatge utilitza l'ortografia britànica del títol —"Favourite Son"— en lloc de la versió americana. "El fill pròdig" es va incloure al llançament del DVD de la tercera temporada el 6 de juliol de 2004 als Estats Units. També està disponible en serveis de streaming i vídeo sota demanda.
L'embalatge del VHS estableix paral·lelismes entre "El fill pròdig" i l'episodi "Un tres i no res" de Star Trek: La sèrie original, on una reina alienígena intenta segrestar els membres masculins de la tripulació de l'USS Enterprise per repoblar el seu planeta. Tanmateix, ni el llançament del VHS ni l'especial del DVD fan referència a "The Lorelei Signal", que Djoymi Baker creia que es va fer per promocionar els programes d'imatge real de Star Trek per sobre de la seva animació. En una entrevista per al DVD, Garrett Wang va citar "El fill pròdig" com la primera vegada que un actor asiàtic-americà va besar una actriu afroamericana a la televisió. Baker va veure la declaració de Wang com una reminiscència del petó entre Kirk i Uhura a "Els fillastres de Plató", que va ser un dels primers petons interracials a la televisió. Com que el lloc web oficial de CBS Studios de la franquícia Star Trek no connecta "El fill pròdig" amb altres episodis de Star Trek, Baker va dir que els espectadors només poden fer aquestes connexions a través dels seus propis records.

## Recepció

### Resposta del repartiment i l'equip
"El fill pròdig" va rebre una resposta mixta del repartiment i l'equip. La productora executiva Jeri Taylor va dir que l'episodi, juntament amb "Ascens", va ser un dels pitjors moments de la tercera temporada; ho va resumir com una "idea interessant que en la seva realització va semblar una mica absurda". Garrett Wang va criticar "El fill pròdig" per no complir amb el guió original, però tot i així va pensar que va resultar ser un "episodi correcte". Marvin V. Rush va identificar "El fill pròdig" com a més feble que els anteriors episodis de "Star Trek" que havia dirigit: "L'hoste" i "Desglaç". Rush va elogiar l'actuació de Wang i va creure que la història era prou agradable per mantenir l'atenció del públic. Quan va parlar del significat de l'episodi, va assenyalar l'escena on Harry Kim rebutja les drogues que li ofereixen els taresians i va explicar: "Si hi ha un missatge en aquesta sèrie, és l'escena amb el missatge". Rush va concloure que, si bé hi havia diverses causes per les quals l'episodi era fluix, la culpa final era seva, ja que n'era el director.

### Recepció de la crítica
Les crítiques de "El fill pròdig" van ser negatives. Els fans s'hi han referit, juntament amb "La part fosca" i "Ascens", com la "trilogia del terror". Segons un article de Screen Rant del 2020, els usuaris registrats de IMDb van classificar "El fill pròdig" com un dels deu pitjors episodis de Star Trek: Voyager. Com a part d'una visió general de la sèrie, Juliette Harrisson de Den of Geek! va considerar l'episodi com el pitjor exemple dels "romanços condemnats" de Kim, una història que es repeteix a "The Disease" i "Ashes to Ashes". Keith DeCandido, escrivint per a Tor.com, preferia el concepte original i criticava el final amb girs, ja que provocava múltiples forats argumentals.
Els crítics van criticar els taresians per ser una caricatura sexista i mancada de desenvolupament del personatge. A Kristy Ambrose de Screen Rant  no li va agradar la dependència de l'episodi del trop del "planeta de les dones luxurioses", i va escriure que els taresians són retratats com a "estereotips superficials i sexistes que alienarien qualsevol espectadora". Tot i que va apreciar que l'episodi se centrés en Kim, Ambrose va descartar la història com l'equivalent de "incel fanficció". DeCandido considerava que els taresians eren genèrics i va escriure que l'episodi els tracta com "arma superficial de caramel i no gaire més enllà".
El mètode de reproducció dels taresians també va ser criticat. Harrison va trobar poc realista que Kim caigués en una trampa tan òbvia; Ella va comparar desfavorablement la trama amb l'episodi de El nan roig "Psirens", escrivint que Kim actua tan estúpidament com Cat que va caure en una estratagema similar. DeCandido va qüestionar per què els taresians utilitzaven aquest mètode quan podrien haver utilitzat la seva experiència en enginyeria genètica per alterar més fàcilment la seva pròpia espècie per produir més descendència masculina. Mentre parlava del gir inesperat de l'episodi, va dir que no es van proporcionar respostes sobre com els taresians sabien prou sobre la casa de Kim per enganyar-lo de manera convincent.